# US Concarneau
Die Union Sportive Concarnoise oder kurz US Concarneau ist ein französischer Sportverein aus Concarneau im bretonischen Département Finistère. Die Fußballer des Amateurvereins haben seit den 1960er Jahren mehrfach die Hauptrunde des Landeswettbewerbs um die Coupe de France erreicht und sind dabei einmal bis ins Viertelfinale vorgestoßen. Sie gelten deswegen als einer der erfolgreichsten „Däumlinge“ – als petits poucets werden in Frankreichs Fußballpokal besonders erfolgreiche, unterklassige Klubs bezeichnet – des Landes. Verein und Spieler werden in der Öffentlichkeit häufig auch Les Thoniers („Die Thunfischer“) genannt; in Concarneaus Hafen ist Frankreichs größte Fangflotte für diesen Fisch beheimatet. Die Ligaelf bestreitet ihre Heimspiele im Stade Guy-Piriou, das eine Kapazität von 6500 Plätzen aufweist.

## Geschichte und Ligazugehörigkeit
Gegründet wurde die USC 1911; neben dem Fußball konnten in den Klub auch noch Leichtathletik und Gymnastik betrieben werden, später zudem Basketball. 1931 fusionierte die USC mit der US Beuzecquoise. Im Fußball bestand der sportliche Höhepunkt der Saison vor dem Zweiten Weltkrieg meist aus dem Lokalderby gegen die gleichfalls nur auf unterem Liganiveau antretenden Konkurrenten von L’Hermine Concarnoise, einem Verein der katholischen Sportbewegung. 1952 erwarb der Verein ein Gelände, auf dem er sein eigenes Stadion (Stade de Kérampéru) errichtete, das 1973 eine Flutlichtanlage erhielt, nach schweren Zerstörungen durch einen Orkan (Oktober 1987) in der Nähe neu errichtet und 2003 an die Stadt verkauft wurde.
Erst ab der zweiten Hälfte der 1950er Jahre – unter dem Trainer Lazare Gianessi – stieg die US mehrfach auf und erreichte 1964 zum ersten Mal die Division d’Honneur, seinerzeit die höchste, allerdings aus zahlreichen regionalen Staffeln bestehende Amateurliga. Die 1970er Jahre meist drittklassig, pendelten die Hafenstädter ab 1980 zwischen dritter und vierter Spielklasse. Ihr großes Nachbarschaftsderby bestritten sie nun häufig gegen Stade Quimper. 1977 verfehlten sie den Aufstieg in die Division 2 lediglich aufgrund der etwas schlechteren Tordifferenz gegenüber En Avant Guingamp.
In den 1990ern stürzten die Fußballer bis in die sechste Liga ab, aus der sie erst im Jahr 2000 wieder in die fünft- und später die vierthöchste Spielklasse (CFA2 beziehungsweise CFA) zurückkehrten. Von 1998 bis 2008 beeinflusste der Ex-Nationalspieler Yvon Le Roux als Sportdirektor maßgeblich den Weg der USC. Zur Saison 2016/17 gelang der Elf aus der 19.000-Seelen-Gemeinde zum ersten Mal der Sprung in die semiprofessionelle landesweite dritte Liga. Seit der Saison 2023/24 spielt die Mannschaft in der zweitklassigen Ligue 2.

## Eine Mannschaft der Pokalüberraschungen
Anders als im Meisterschaftsbetrieb hat die US Concarneau im Pokal seit Jahrzehnten wiederholt die landesweite Hauptrunde erreicht. Sie ist damit neben der US Montagnarde ein zweiter bretonischer Amateurklub, der sich in der Coupe de France großes Renommé erworben hat. Erstmals gelang ihr dies 1966/67, als sie ebenso im Zweiunddreißigstelfinale ausschied wie fünf Jahre darauf. 1982 und 1986 überstand sie jeweils die erste Runde, brachte es zudem auch 1987 und 1989 unter Frankreichs beste 64 Mannschaften.
Aufgrund des zeitweisen sportlichen Niedergangs drang die USC erst im ersten Jahrzehnt des neuen Jahrtausends bei drei weiteren Ausspielungen wieder bis ins Zweiunddreißigstelfinale vor. Seit 2013/14 hat die Mannschaft sich nicht nur jährlich für die Hauptrunde qualifiziert, sondern dabei stets mindestens eine Runde überstanden. So scheiterte Concarneau 2014 im Sechzehntelfinale am späteren Pokalgewinner EA Guingamp mit 2:3 nach Verlängerung nur ganz knapp. Im Jahr darauf stießen die zu diesem Zeitpunkt viertklassigen Thoniers nach Siegen über zwei Zweitligisten (Chamois Niort und FCO Dijon) sowie den Iris Club Croix sogar bis in das Viertelfinale vor, in dem sie – diesmal im Stade du Moustoir von Lorient vor 18.000 Besuchern – erneut auf Guingamp trafen und dem Erstdivisionär mit 1:2 erneut nur knapp unterlagen. Im laufenden Wettbewerb in der Saison 2016/17 verpasste die US Concarneau allerdings ihr 13. Erreichen der landesweiten Pokalhauptrunde.